# NCT Dream
NCT Dream — южнокорейский бойбенд, третий официальный саб-юнит бойбенда NCT, сформированный в 2016 году компанией S.M. Entertainment. Коллектив состоит из семи участников: Марка, Ренджуна, Джено, Хэчана, Джемина, Чэнлэ и Джисона. Юнит дебютировал 25 августа 2016 года с синглом «Chewing Gum».
Изначально основным концептом юнита была ориентированность на подростковую аудиторию, в связи с этим в его состав входили только самые младшие, несовершеннолетние участники NCT. По достижении 19-летнего возраста (20-летнего по корейскому исчислению) они должны были «выпуститься» и перейти во «взрослые» юниты NCT, что и произошло с Марком в 2018 году. Однако в 2020 году было объявлено об изменении концепта юнита: отныне участники более не будут выпускаться, а Марк возвращается в состав юнита, который теперь становится фиксированным.
С момента дебюта NCT Dream выпустили 1 студийный альбом, 4 мини-альбома, 6 синглов, а также провели один азиатский концертный тур.
NCT Dream — первая и единственная азиатская группа, которая дважды подряд появлялась в чарте Billboard «21 Under 21» в 2018 и 2019 годах на 20-м и 13-м местах соответственно. В 2018 году Time включил в свой список «25 самых влиятельных подростков года» всех участников NCT Dream, подчеркнув их связь с подростковой аудиторией.

## История

### Пре-дебют
До своего дебюта Марк, Хэчан, Джемин, Джисон и Джено были участниками SM Rookies. У Чэнлэ уже была сольная карьера и перед вступлением в NCT он тренировался два месяца.
В январе 2016 основатель SM Ли Суман поделился планами по дебюту группы с множеством саб-юнитов, расположенных по всему миру. 4 апреля 2016 года Марк дебютировал в первом саб-юните NCT, NCT U. 7 июля он также дебютировал во втором саб-юните NCT 127, вместе с Хэчаном. 18 августа был выпущен анонс третьего саб-юнита — NCT Dream.

### 2016—2017: Дебют,The FirstиWe Young
NCT Dream выпустили свой дебютный сингл «Chewing Gum», 24 августа 2016 года. Их дебютное выступление состоялось 25 августа на M Countdown.
1 февраля 2017 года SM Entertainment анонсировали второй сингл NCT Dream. Также было объявлено, что Джемин возьмет перерыв из-за проблем с межпозвоночным диском. Сингловый альбом The First с титульным треком «My First and Last» был выпущен 9 февраля. Камбэк состоялся на M Countdown, где группа исполнила титульную песню и би-сайд «Dunk Shot». 14 февраля NCT Dream взяли первое место в сотом эпизоде шоу на SBS MTV The Show, заработав первую победу всей группе NCT.
15 марта NCT Dream выпустили сингл «Trigger the Fever», как корейские амбассадоры Чемпионата мира по футболу среди молодежных команд.
Первый мини-альбом группы We Young вышел 17 августа.
15 декабря был выпущен рождественский сингл «Joy» в рамках проекта SM STATION.

### 2018:NCT 2018: Empathy,We Go Upвыпуск Марка

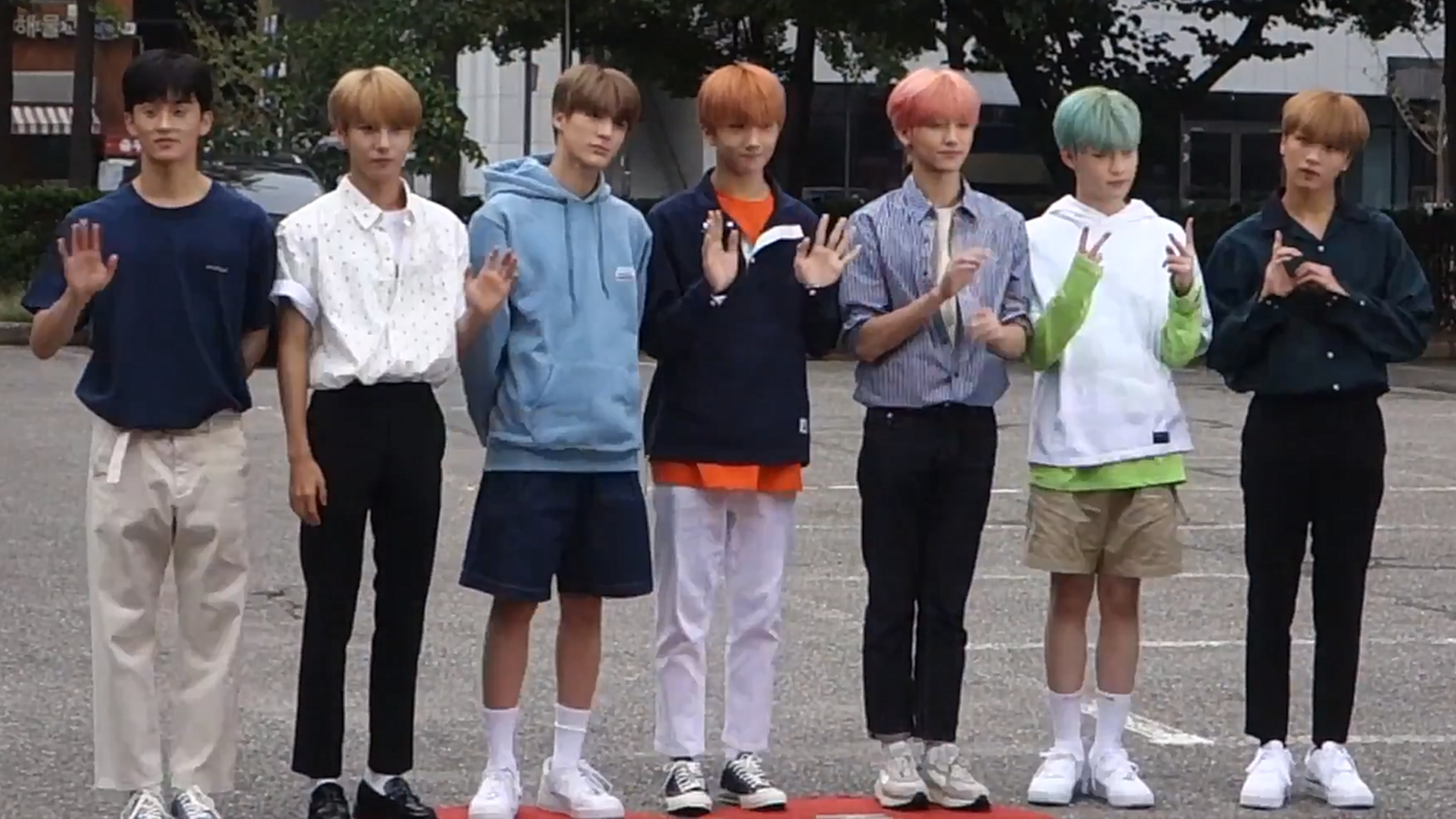
NCT Dream по пути на Music Bank, август 2018 года.

Первую четверть 2018 года NCT Dream занимались промоушеном параллельно с NCT U и NCT 127 в качестве NCT 2018. 4 марта был выпущен сингл «Go», позднее включенный в первый альбом NCT, NCT 2018 Empathy. Это также был первый камбэк группы, в котором участвовал Джемин.
В конце августа SM Entertainment анонсировали новый мини-альбом We Go Up, который выйдет в сентябре. 27 августа также было объявлено, что этот камбэк будет последним, в котором примет участие Марк, приближающийся к возрасту выпуска из группы. Альбом, содержащий одноименный титульный трек, вышел 3 сентября. We Go Up попал на пятую позицию чарта Billboard World Albums и на седьмую позицию чарта Heatseekers Albums, что является лучшими продажами NCT Dream на данный момент.
NCT Dream появились в списке Billboard «21 Under 21 2018: Music’s Next Generation» и были в нем единственным азиатским артистом. Все участники группы также появились в списке «25 Самых Влиятельных Подростков 2018 журнала TIME».
19 декабря было объявлено, что Хэчан возьмет перерыв в деятельности группы из-за состояния здоровья.
27 декабря NCT Dream выпустили сингл «Candle Light» в рамках проекта SM STATION.
31 декабря Марк официально выпустился из саб-юнита.

### 2019: Коллаборации,We Boom, первый тур иThe Dream

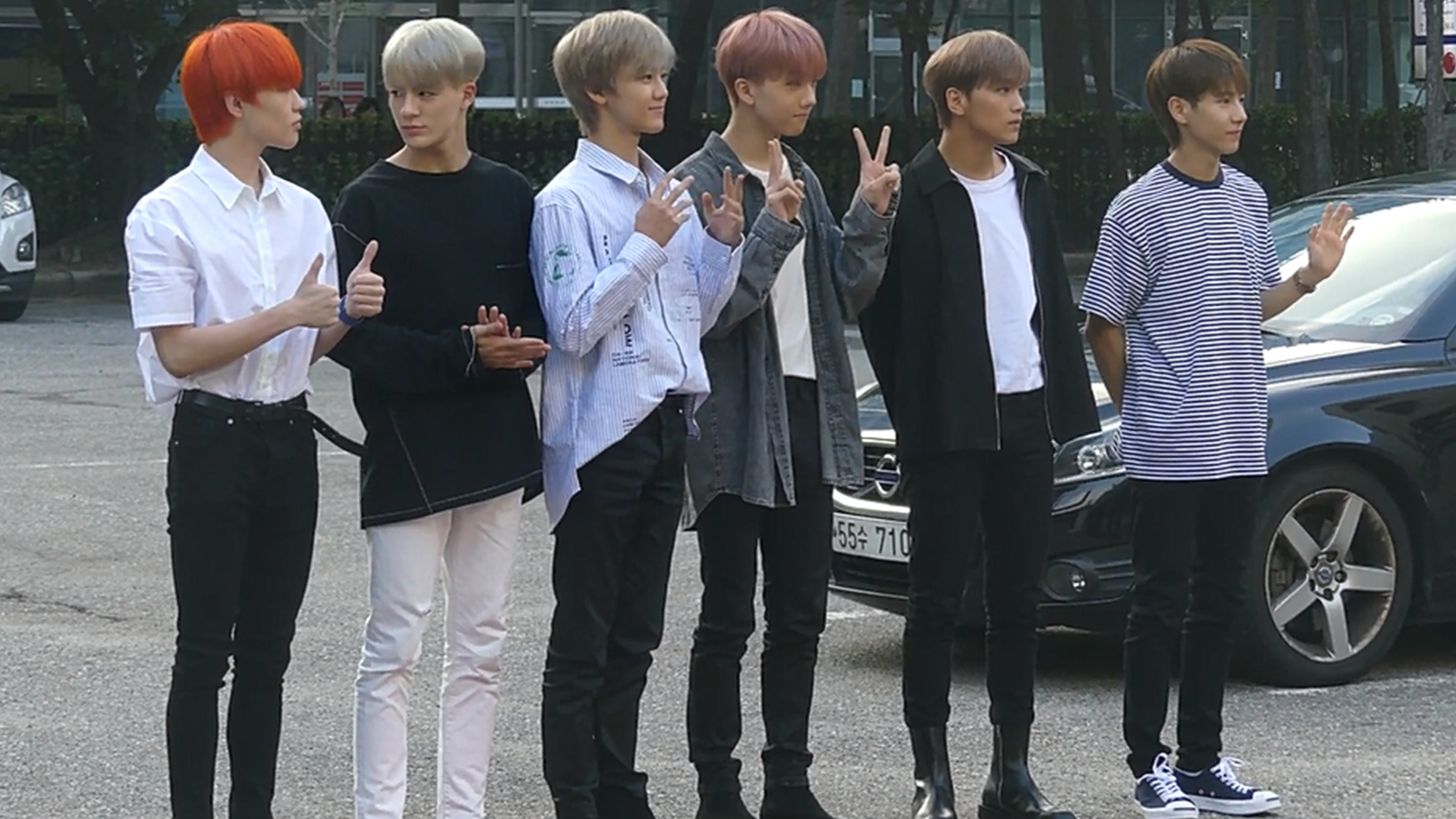
NCT Dream по пути на Music Bank 2 августа 2019 года.

В марте 2019 года Джено, Джемин и Джисон отправились в Малайзию, чтобы представить K-pop на мероприятии «K-Wave & Halal Show», вместе с президентом Южной Кореи Мун Чжэ Ином и его женой.
6 июня NCT Dream выпустили «Don’t Need Your Love», коллаборационный сингл с английским певцом и блоггером HRVY, как часть третьего сезона STATION. Хэчан не принимал участие в записи сингла из-за деятельности с NCT 127.
В июле NCT Dream были названы первыми глобальными амбассадорами World Scout Foundation, выпустив сингл «Fireflies», доходы с продаж которого пойдут на деятельность скаутов в странах с низким уровнем дохода. Группа также выступила на 24th World Scout Jamboree 23 июля. Третий мини-альбом We Boom и его титульный трек «Boom» были выпущены 26 июля, что также отметило их первый камбэк без Марка. Они получили две победы с заглавной песней на The Show, 6 и 20 августа. Альбом стал самым продаваемым альбомом NCT Dream, продав более 300 000 копий после месяца выпуска. Он также дебютировал в чарте мировых альбомов Billboard на 7-м месте.
В сентябре NCT Dream вошли в список Billboard «21 Under 21» второй год подряд. В следующем месяце они поучаствовали в альбоме канадско-американской группы PrettyMuch INTL:EP, а именно в песне «Up To You». Группа также провела свой первый концертный тур The Dream Show с тремя остановками в Сеуле и двумя — в Бангкоке с ноября по декабрь.

### 2020:The Dream,Reloadи возвращение Марка
22 января NCT Dream выпустили японский сборник лучших песен The Dream, состоящий из оригинальных корейских версий выпущенных ранее синглов. Альбом дебютировал на пике чарта альбомов Oricon.
В года NCT Dream продолжили свой тур The Dream Show с остановками в Японии и странах Юго-Восточной Азии. В феврале некоторые концерты были отменены из-за вспышки коронавируса.
14 апреля SM entertainment анонсировали выпуск четвертого мини-альбома NCT Dream, Reload в составе шестерых участников Ренджуна, Джено, Хэчана, Джемина, Ченлэ и Джисона, запланированный на 29 апреля. После конца периода промоушена альбома, система выпуска участников будет отменена и группа продолжит деятельность в составе всех семерых участников, включая Марка, который выпустился в конце 2018 года. NCT Dream станут группой с более закрепленным составом, использующей различные концепты с различными релизами — система, похожая на NCT U — и семеро изначальных участников будут продолжать свою деятельность под именем NCT Dream, а также будут иметь возможность участвовать в других юнитах NCT в будущем. К 28 апрелю, за день до релиза альбома и спустя две недели после первого объявления, предзаказы альбомов преодолели отметку в 500,000 копий. 29 апреля NCT Dream выпустили альбом Reload с ведущим синглом «Ridin». После выхода альбом возглавил чарты альбомов iTunes в 49 странах, включая США, а также возглавил крупнейший китайский музыкальный сайт цифровых альбомов QQ. В Южной Корее заглавный трек достиг № 1 на крупнейшем корейском музыкальном сайте Melon, что сделало его первым треком, выпущенным юнитом NCT, возглавившим чарт. Все пять песен из альбома достигли пика в топ-10 цифрового чарта Melon. В течение следующей недели NCT Dream заняла 1-е место в чарте Billboard «Emerging Artists»
После выхода Reload NCT Dream стали третьей группой SM Entertainment, которые провели онлайн-концерт на стриминговом сервисе «Beyond LIVE». Концерт прошёл 10 мая.
NCT Dream воссоединились с остальной частью NCT как NCT 2020, продвигая второй полноформатный альбом объединенной группы с двумя частями NCT 2020 Resonance Pt. 1 и NCT 2020 Resonance Pt. 2, которые были выпущены в октябре и ноябре. В альбом вошла песня «Déjà Vu» в исполнении семи участников, послужившая возвращением Марка в группу после превращения юнита в фиксированный.

### 2021—2022:Hot Sauce,Hello Future,Glitch Mode,BeatboxиCandy

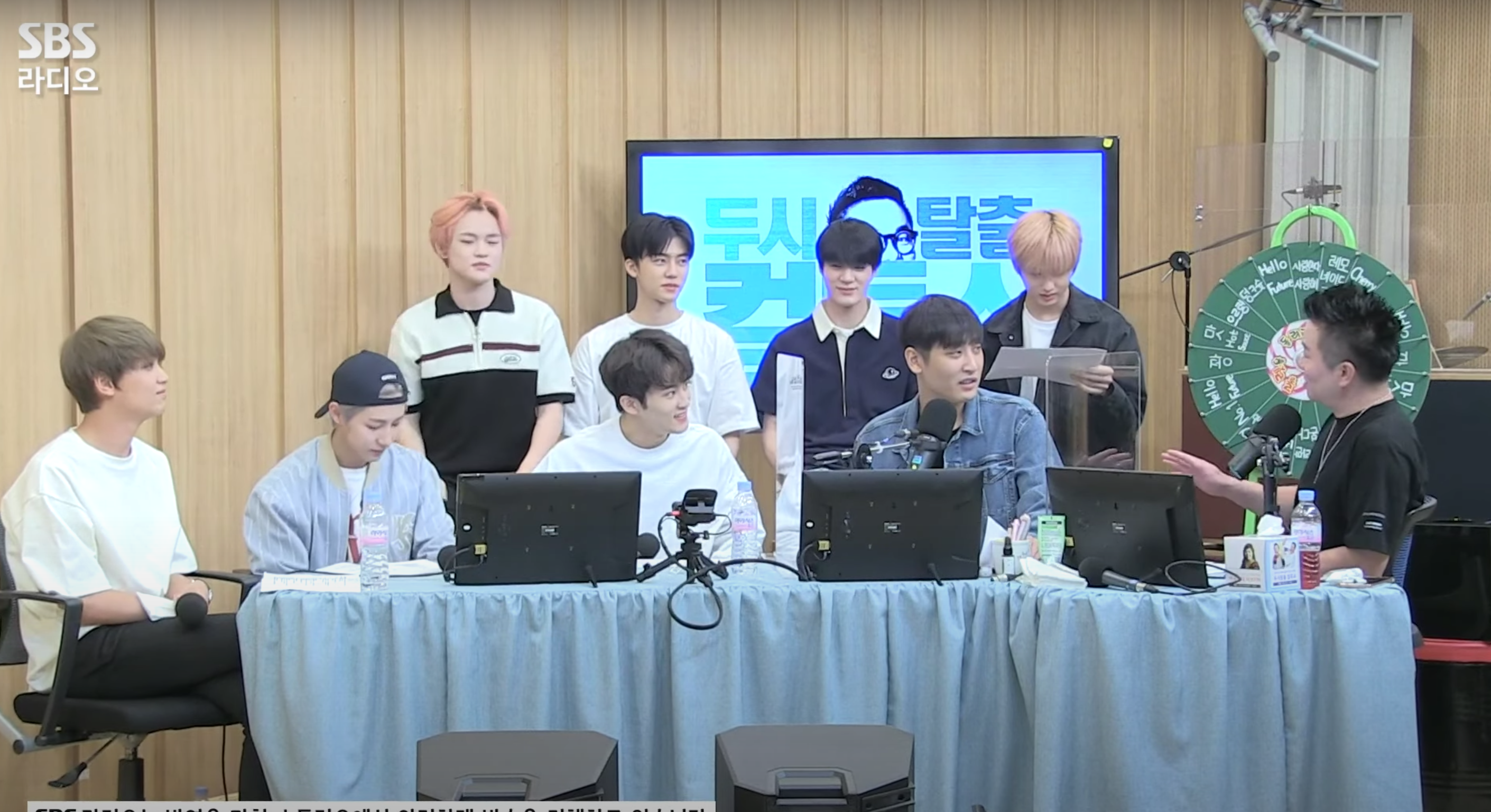
NCT Dream на радио SBS Power FM «Cultwo Show» для промоушена Hello Future в июне 2021 года.

12 апреля SM Entertainment объявили, что группа вернётся 10 мая с первым студийным альбомом Hot Sauce с участием первоначальных семи участников группы. Альбом состоит из десяти треков, включая одноимённый заглавный трек. 3 мая альбом превысил более миллиона предварительных заказов, что сделало его самым продаваемым альбомом. По состоянию на 9 мая альбом был продан в количестве 1 716 571 копий по предварительным заказам. Это на 243 процента больше по сравнению с их предыдущим альбомом Reload. Альбом возглавил альбомный чарт Gaon, а сингл занял первое место в цифровом чарте Gaon. 26 мая они заработали титул «двойные миллионники», так как альбом разошелся тиражом более 2 000 000 копий.
28 июня группа выпустила переиздание первого студийного альбома Hello Future с одноименным ведущим синглом. Совокупные продажи Hot Sauce и Hello Future превысили три миллиона копий, что принесло группе их первый титул «тройные миллионники».
28 февраля 2022 года было объявлено, что группа выпустит свой второй студийный альбом Glitch Mode 28 марта, который содержит одиннадцать треков, включая одноименный ведущий. Количество предварительных заказов на альбом превысило более двух миллионов копий в день релиза, побив их предыдущий личный рекорд в 1,71 миллиона предварительных заказов за Hot Sauce. Продажи Glitch Mode составили 2 100 339 копий в течение одной недели, побив предыдущий личный рекорд группы в два миллиона копий, проданных за 16 дней для Hot Sauce. Альбом дебютировал под номером 50 в американском чарте Billboard 200, став первым релизом NCT Dream в чарте.
30 мая группа выпустила переиздание своего второго студийного альбома Beatbox, с одноименным ведущим синглом.
В поддержку альбома Glitch Mode группа отправилась в тур Dream Show 2: In A Dream. Концертный фильм NCT Dream The Movie: In A Dream был выпущен в кинотеатрах Южной Кореи 30 ноября и в Японии 6 декабря.
19 декабря группа выпустили первый зимний мини-альбом под названием Candy, с оноименным ведущим синглом, который является ремейком сингла H.O.T..

### 2023—н.в: Дебют в Японии иISTJ
8 февраля 2023 года группа дебютировала в Японии с синглом «Best Friend Ever», вместе с японской версией «Glitch Mode». В первую неделю после выхода «Best Friend Ever» возглавил еженедельный чарт синглов Oricon и чарт продаж лучших синглов Billboard Japan.
17 июля NCT Dream выпустили свой третий студийный альбом ISTJ, который содержит 10 треков, включая одноименный ведущий сингл и предварительно выпущенный сингл «Broken Melodies».

## Участники
| Сценический псевдоним | Настоящее имя                                      | Дата рождения | Позиция в группе                                                           |
| --------------------- | -------------------------------------------------- | ------------- | -------------------------------------------------------------------------- |
| Марк (кор. 마크)      | Ли Мин Хён (кор. 이민형), Марк Ли (англ. Mark Lee) | 02.08.1999    | Лидер, главный рэпер, главный танцор, саб-вокалист, лицо группы            |
| Ренджун (кор. 런쥔)   | Хуан Жэньцзюнь (кит. упр. 黄仁俊)                  | 23.03.2000    | Главный вокалист, ведущий танцор                                           |
| Джено (кор. 제노)     | Ли Дже Но (кор. 이제노)                            | 23.04.2000    | Ведущий танцор, ведущий рэпер, саб-вокалист, вижуал                        |
| Хэчан (кор. 해찬)     | Ли Дон Хёк (кор. 이동혁)                           | 06.06.2000    | Главный вокалист                                                           |
| Джемин (кор. 재민)    | На Дже Мин (кор. 나재민)                           | 13.08.2000    | Ведущий танцор, ведущий рэпер, саб- вокалист, главный вижуал, центр группы |
| Чэнлэ (кор. 천러)     | Чжон Чэньлэ (кит. трад. 鍾辰樂)                    | 22.11.2001    | Главный вокалист                                                           |
| Джисон (кор. 지성)    | Пак Джи Сон (кор. 박지성)                          | 05.02.2002    | Главный танцор, саб-вокалист, саб-рэпер, макнэ                             |

## Дискография

### Студийные альбомы
- Hot Sauce (2021)
- Glitch Mode (2022)
- ISTJ (2023)

### Мини-альбомы
- We Young (2017)
- We Go Up (2018)
- We Boom (2019)
- Reload (2020)
- Candy (2022)

## Концерты и туры

### Хэдлайнеры
- NCT Dream Show (2018)[62]
- NCT Dream Tour «The Dream Show» (2019)[63]
- NCT Dream — Beyond the Dream Show (2020)
- NCT Dream – Dream Stage «Glitch Mode» (2022)
- The Dream Show 2: In A Dream (2022–2023)

### Совместные туры
- SM Town Live World Tour VI (2017—2018)
- 2020 K-Pop x K-Art Concert Super KPA (2020)
- NCT: Resonance 'Global Wave' (2020)
- SM Town Live «Culture Humanity» (2021)
- SM Town Live 2022: SMCU Express at Kwangya (2022)
- SM Town Live 2022: SMCU Express at Human City Suwon (2022)
- SM Town Live 2022: SMCU Express at Tokyo (2022)
- SM Town Live 2023: SMCU Palace at Kwangya (2023)